# Comissão Mundial sobre Meio Ambiente e Desenvolvimento
A Comissão Mundial sobre Meio Ambiente e Desenvolvimento foi criada pela Organização das Nações Unidas (ONU) presidida por Gro Harlem Brundtland, criada com os seguintes principais objetivos:
- Reexaminar as questões críticas relativas ao meio ambiente e reformular propostas realísticas para abordá-las;
- Propor novas formas de cooperação internacional nesse campo de modo a orientar as políticas e ações no sentido de fazer as mudanças necessárias, e dar a indivíduos, organizações voluntárias, empresas, institutos e governos uma maior compreensão dos problemas existentes, auxiliando-os e incentivando-os a uma atuação mais firme.

Em 1987, a comissão recomendou a criação de uma nova declaração universal sobre a proteção ambiental e o desenvolvimento sustentável - o Relatório Brundtland. Foi publicado com o título "Nosso Futuro Comum". Este documento apresentou a proposta de integrar a questão ambiental no desenvolvimento econômico, surgindo não apenas um novo termo, mas uma nova forma de progredir. Para isso, o governo deve adaptar as seguintes medidas:
- Limitar do crescimento populacional;
- Garantir de alimentação em longo prazo;
- Preservar da biodiversidade e dos ecossistemas;
- Diminuir o consumo de energia e promover o desenvolvimento de tecnologias que admitem o uso de fontes energéticas renováveis;
- Aumentar a produção industrial nos países não-industrializados à base de tecnologias ecologicamente adaptadas;
- Controlar a urbanização selvagem e integração entre campo e cidades menores.

Em nível internacional os econômico propostos pelo Relatório sugerem que:
- as organizações de desenvolvimento devem adaptar uma estratégia de desenvolvimento sustentável;
- a comunidade internacional deve proteger os ecossistemas supranacionais como a Antárctica, os oceanos, o espaço;
- as guerras devem ser banidas e que a ONU deve implantar um programa de desenvolvimento sustentável.